# Оборона Смоленська
Оборона Смоленська — частина Смоленської битви, проводилася в часі з 10 липня по 5 серпня 1941 року за майже повністю відсутньої радянської авіації.

## Передумови
Після розгрому основних сил радянського Західного фронту в Білостоцькому і Мінському котлах нацистські війська просунулися до рубежу річок Західна Двіна та Дніпро, готуючись до подальшого наступу на Москву. На цих ріках тримали оборонні позиції частини того ж Західного фронту під керуванням маршала Семена Тимошенка. Намагаючись зупинити просування німецьких сил на центральній ділянці фронту, 6 липня починається Лепельський контрнаступ, котрий закінчився величезними втратами та відступом в місцевість між Оршею та Вітебськом.
8 липня підрозділи 39-го мотокорпусу 3-ї танкової групи Гота форсували Західну Двіну та наступного дня зайняли Вітебськ.
47-й мотокорпус 2-ї танкової групи Гудеріана долаючи опір під Борисовим 1-ї Московської мотострілецької дивізії, вийшов до укріплень в передмістях біля Орші.
Після рекогносцировки німецьке командування вирішує продовжувати наступ в Московському напрямі наявними мобільними з'єднаннями, не очікуючи підходу піхотних дивізій.
Радянське командування виявилося заскоченим таким рішенням, оборонні лінії не були підготовані. 19-та армія генерал-лейтенанта Конєва в тому часі лише закінчувала вивантаження з ешелонів у Ліозно та Рудні, маючи завдання йти під Вітебськ, біля Орши збиралися частини 20-ї армії генерал-лейтенанта П. О. Курочкіна, під Смоленськом в другому ешелоні Західного фронту збиралися частини 16-ї армії генерал-лейтенанта М. Ф. Лукіна.

## Початок боїв за Смоленськ
11 липня 39-й мотокорпус прорвав оборону 19-ї армії під Вітебськом та розвиває наступ на Демидов, Духновщину та Смоленськ. Того ж дня 47-й мотокорпус форсує Дніпро біля Кописі.
12 липня під Прудниками починається неорганізований відступ із займаних позицій 25-го стрілецького корпусу генерала С. М. Честохвалова (16 липня пропав безвісти). В ході боїв під Веліжем, де ще оборонялися частини НКВС, нацистські сили втратили до 60 танків.
Протягом 12-13 липня частини 25-го радянського стрілецького корпусу вели бої під Колишками, Яновичами та Демидовим «з коліс», тільки діставшись до передової.
13 липня передові німецькі загони досягають Демидова — зайняли практично без бою — та Веліжа, займають Духновщину, починають бій за Ярцево; протягом 13-14 липня проводилися радянські контратаки на Демидов без якихось результатів. 47-й мотокорпус рухається на Смоленськ з південного заходу.
14 липня створюється наказом маршала Тимошенка група по обороні підступів до Смоленська, до складу увійшла 16-та армія, котра на той час мала тільки один 32-й стрілецький корпус — 46-та та 152-га стрілецькі дивізії. Власне, на той час обидві дивізії вже були задіяні в обороні далеких підступів до Смоленська, переважно на північному березі Дніпра, тому саме місто обороняли тільки запасні та спеціальні частини загальною чисельністю до 6500 бійців, з них безпосередньо на позиціях — до 2500. Того дня за підтримки Ю-87 німецькі війська з боями наступали вздовж шосе Ліозно — Рудня; під Руднею в бою підбито не менше 7 німецьких танків і 9 бронетранспортерів.
15 липня німецькі сили прориваються до шосе Смоленськ — Москва; 16-та, 19-та та 20-та радянські армії опинилися в напівоточенні. Командуючий 16-ю армією Лукін наказує на ділянки, де могли прорватися танки, висунутися рухомим протитанковим загонам. Проте 29-та моторизована дивізія, котра йшла в авангарді 47-го мотокорпусу, долає опір загону підполковника П. І. Буняшина біля Хохлово — в цьому бою загинув начальник артилерії 16-ї армії генерал-майор Т. Л. Власов — зайняла Красний, прорвалася до Смоленська та до вечора 15 липня зайняла південну частину міста — увійшли зі сторони Рославльського та Київського шосе і Краснінського большака. Того ж дня була застосована батарея БМ-13 під Руднею.
16 липня частини 29-ї мотодивізії форсували Дніпро та за боєм зайняли північну частину Смоленська. Група оборони Смоленська не змогла створити організований опір, при входженні нацистів в місто проводилися лише розрізнені бої. Того ж дня до Орші підходить 9-й армійський корпус, його 268-ма піхотна дивізія разом з 35-ю піхотною дивізією наступала вздовж шосе Мінськ — Москва, 137-ма піхотна дивізія скерована під Смоленськ по південному березі Дніпра на підтримку 29-ї моторизованої дивізії; за 4 дні боїв її втрати склали 850 чоловік. В Смоленську бої проводили крім основних частин, загін міської міліції, курсанти міліцейської школи, винищувальний загін. Того ж дня німецькі сили з боєм зайняли Пржевальське Демидовського району. На берегах річки Вопь Ярцевський винищувальний батальйон бився з тисячею нацистських десантників.
Після проривів німецьких танкових груп в оперативному оточенні біля Смоленська виявилися 16-та, 19-та та 20-та радянські армії — загалом 12 дивізій; сполучення з тилом вони могли підтримувати лише через болотисту та лісисту місцевість південніше Ярцева біля Соловйово.
До боїв за Смоленськ перекидаються частини та з'єднання 19-ї армії, котрі були втратили зв'язок зі своїм штабом та прилучені керівництвом 16-ї армії. Першою в бої вступила 129-та стрілецька дивізія генерал-майора А. М. Городнянського та окремі частини 38-ї стрілецької дивізії.

## Спроби радянських контрнаступів
Протягом 17-18 липня йшли напружені бої, окремі частини міста по кілька разів займалися протистоячими силами. Під Демидовом радянські частини в боях відкинуті під Акатово, проведено кілька контратак на Демидов.

Німецькі солдати ведуть бій під Смоленськом, укрившись за підбитим танком КВ-1

Згодом штабу 16-ї армії підпорядковується 34-й стрілецький корпус генерал-лейтенанта Р. П. Хмельницького — 127-ма та 158-ма стрілецькі дивізії, котрі вийшли до південних околиць Смоленська, в швидкому часі підійшла і ще одна стрілецька дивізія.
З-під Орші до Смоленська німецьким командуванням направляється 17-та танкова дивізія генерал-майора К. фон Вебера; з фронту в «Смоленському котлі» тіснив 5-й армійський корпус — 5-та та 35-та піхотні дивізії.
17 липня сили німецького 5-го армійського корпусу займають Ліозно. З наказу коменданта Смоленська полковника П. Ф. Малишева підірвані мости через Дніпро.
Того ж дня в штаб Західного фронту прибуває генерал-майор К. Рокоссовський, йому доручається організація оборони та контрудару біля Ярцева. Йому передаються в підпорядкування 101-ша танкова дивізія полковника Г. М. Михайлова, частина 38-ї стрілецької дивізії полковника М. Г. Кирилова, котра втратила зв'язок з командуванням 19-ї армії. Сюди ж підпорядковуються зведений загін полковника О. І. Лизюкова, що обороняв Соловйовську переправу, та залишки 7-го механізованого корпусу, котрі вийшли з оточення.
Поспіхом організований контрнаступ групи Рокоссовського протягом 18-20 липня німецькими силами був відбитий, під Демидовом радянські війська відтиснуті до Касплі Першої, велися бої за Холм і Демидов, змогли вибити німецькі сили з Сеніно, де захопили штаб німецького артилерійського полку. 5-й мехкорпус під німецьким натиском в боях відходить до переправи біля Гусина.
19 липня командувачем Західним фронтом назначений генерал-лейтенант А. І. Єременко.
20 липня після запеклих боїв німецькі сили займають Рудню. Того дня радянське керівництво розгортає резервний ешелон армій — 15 дивізій — по лінії Осташково — Брянськ; радянські війська відходять від Гусина, підірвавши за собою міст, 153-тя стрілецька дивізія відходить з-під Рудні, маючи в своєму складі 800 військових.
21 липня радянські частини намагалися стримати німецький наступ від Демидова біля села Сиро-Липки.
В кінці липня під Смоленськ підходять свіжі німецькі сили — 20-й армійський корпус — 106-та та 129-та піхотні дивізії, та 8-й корпус — 8-ма та 26-та піхотні дивізії. Разом з тим радянські підрозділи, що билися в оточенні, підкріплення майже не отримували. Через це нацистські сили змогли зменшити розмір території оточення та розсікти її.
Протягом 22-23 липня 129-та та 152-га стрілецькі дивізії 5 разів почергово вибивали нацистські сили з смоленського кладовища.
23-24 липня почалися зустрічні бойові дії оперативних груп Західного фронту в напрямі Смоленська, 24 липня радянські сили відтиснені до Язвища.
25 липня радянський 5-й мехкорпус в бою знищив 6 танкеток, розгромив мотороту; після введення в бій батареї «катюш», по попередніх підрахунках, в тому бою було вбито 2 піхотних полки, знищено 15-20 танків і танкеток, до 40 гармат.

## Відхід радянських військ
26 липня німецький 39-й корпус наносить контрудар силами 7-ї танкової — на той час мала у складі 164 танки — з них 65 радянські трофейні, та 20-ї моторизованої дивізій — з району Ярцева, та 17-ї танкової дивізії 47-го мотокорпусу з району південніше Ярцева по Соловйовській переправі через Дніпро. Вночі на 27 липня переправа була захоплена, група полковника Лизюкова відкинута, зв'язок «Смоленського мішка» з основними силами Західного фронту перервався, дії групи Рокоссовського були зв'язані німецькими військами. В трьох радянських дивізіях на той нараховувалося по 200—300 бійців, катастрофічно не вистачало набоїв, провізія закінчилася.
28 липня в безвихідній ситуації радянські війська повністю полишають Смоленськ. Разом з тим група Рокоссовського, посилена 44-м стрілецьким корпусом — 64-та та 108-ма стрілецькі дивізії — поновлює атаки та займає Ярцево.
Контрнаступ 29 липня силами 46-ї, 73-ї та 152-ї стрілецьких дивізій успіху не досягнув; зазнавши великих втрат, радянські частини відходять на схід від Смоленська на рубіж Суходол — Токарі. 31 липня Курочкін віддає наказ залишкам цих сил знову атакувати в напрямі Смоленська.
На початку серпня з допомогою групи Рокоссовського оточеним радянським військам вдалося відновити контроль над переправами через Дніпро біля Соловйова і Ратчина.
4 серпня через Дніпро переправилися з оточення рештки 16-ї та 20-ї радянських армій; закінчилася оборона Смоленська.

## Післямова
5 серпня Смоленський «котел» був ліквідований. Потрапило в полон 310 000 радянських солдатів та офіцерів, згідно з німецькими документами, тільки в липні було взято у полон 184 000 червоноармійців. На початок серпня в дивізіях Західного фронту налічувалося не більше 1000—2000 бійців, за весь час боїв за Смоленськ прийшло підкріплення загальним числом близько 2000 червоноармійців. 24 липня в донесенні до керівництва групи армій «Центр» вказувалося, що за час боїв на Дніпрі, Двіні та за Смоленськ захоплено 1700 радянських танків, 1620 літаків та 220 літаків.
В своєму наказі від 5 серпня Федор фон Бок зазначав, що в боях за Смоленськ взято у поло 309 110 радянських військових, захоплено чи виведено з ладу 3205 танків та 3000 гармат, 320 літаків.
В дослідженні «Незалежного військового огляду» за 2001 рік зазначалося, що радянські втрати в ході боїв за Смоленськ складали 486170 військових, санітарних — 273800; втрачено близько 2000 танків, понад 14000 гармат, близько 2300 літаків. Нацистські втрати оцінювалися вбитими близько 50000, 1000 гармат, 220 танків та до 100 літаків.
Внаслідок боїв за Смоленськ німецькі частини призупинили швидкий наступ на Москву, ціною величезних втрат радянські частини примусили нацистські сили битися за кожний населений пункт. 30 липня Головне командування вермахту віддає наказ основним силам групи армій «Центр» перейти до оборони. Бої східніше Смоленська продовжувалися до 10 вересня.